# Ломов, Борис Фёдорович
Бори́с Фёдорович Ло́мов (28 января 1927, Нижний Новгород — 11 июля 1989, Москва) — советский психолог, специалист в области теории и методологии психологии, общей, инженерной и педагогической психологии, а также психологии познавательных процессов. Один из выдающихся организаторов советской психологической науки, инициатор разработки инженерной психологии в СССР. Член-корреспондент АПН РСФСР (1965; АПН СССР с 1968) по Отделению психологии и возрастной физиологии, член-корреспондент АН СССР с 23 декабря 1976 по Отделению философии и права (психология).

## Биография
Окончил психологическое отделение философского факультета ЛГУ (1951). Ученик Б. Г. Ананьева, А. Н. Леонтьева и Б. М. Теплова. Начал печататься ещё во время учёбы в университете. В 1954 году защитил кандидатскую диссертацию по психологическим проблемам психологии политехнического образования, в 1963 году — докторскую диссертацию по инженерной психологии. Профессор. Член КПСС с 1956.
В 1959 году организовал в ЛГУ первую в СССР лабораторию инженерной психологии, в которой проводились эмпирические исследования. Работал в Институте педагогики Ленинградского филиала АПН РСФСР. Основатель (совместно с Б. Г. Ананьевым) и первый декан факультета психологии ЛГУ (1966—1968). С 1967 года — заведующий отделом науки Министерства просвещения СССР и лабораторией сенсорных процессов НИИ общей и педагогической психологии АПН СССР. Первый заведующий кафедрой социологии и психологии управления Академии народного хозяйства при СМ СССР.
Президент Общества психологов СССР (1968—1983). Основатель и первый директор Института психологии АН СССР в Москве (1971—1989). В течение многих лет был председателем экспертного совета по педагогике и психологии ВАК СССР. В 1972 и 1980 годах избирался членом исполнительного комитета Международного союза психологических наук (International Union of Psychological Science), вице-президент этого союза (1976—1988). Председатель Научного совета АН СССР по комплексному изучению человека (1986—1989), член ряда научных советов АН СССР и межведомственных советов по гуманитарным наукам.
Был известен как активный пропагандист психологической науки, выступал в СССР и за рубежом с лекциями перед студентами, учителями, инженерами, организаторами производства. Автор ряда научно-популярных работ по психологии, редактор периодического сборника «Проблемы инженерной психологии». Организатор и главный редактор «Психологического журнала», член редколлегии журнала «Вопросы психологии».
Инициатор издания первой советской «Психологической энциклопедии». Организатор и руководитель всесоюзных форумов по инженерной психологии в Москве (1964, 1967).
Похоронен на Троекуровском кладбище. В память о Б. Ф. Ломове на здании Института психологии РАН установлена мемориальная доска.

## Научная деятельность

### Системный подход в психологии
Б. Ф. Ломовым был разработан ряд методологических и теоретических проблем психологической науки, в том числе принципы системного подхода в психологии как основного инструмента познания психики. Он рассматривал психические процессы как системные, органически вписанные во всеобщую взаимосвязь явлений и процессов материального мира и сами выступающие по отношению к ним как органическое единство при раскрытии своих уникальных качеств.
Согласно Ломову, понимание психического предполагает его анализ в плане воздействия на него совокупностей внешних и внутренних отношений, с которыми оно вступает в связь прежде всего в качестве единого целого. Исследователь исходил из того, что психическое выступает как отражение действительности и активное отношение к ней, как природное и социальное, как сознательное и бессознательное.
Психика как система, по Б. Ф. Ломову, — это многомерное, иерархически организованное динамическое целое. В этой связи им ставилась задача выявления множественности систем бытия человека по отношению к единству его психических свойств. Ядро его системного подхода образуют следующие шесть основных принципов:
1. Психические явления должны восприниматься и анализироваться с нескольких сторон: как некоторая качественная единица, как внутреннее условие взаимосвязи и взаимодействия объекта со средой, как совокупность качеств, приобретаемых индивидом, и как результат активности микросистем организма. Целостное описание явления предполагает сочетание всех планов исследования.
2. Психические явления многомерны, а потому они должны рассматриваться с разных сторон и в различных системах измерения.
3. Система психических явлений состоит из многих уровней, психика в целом разделяется на когнитивную, коммуникативную, регулятивную, каждая из которых также разделяется на те или иные уровни.
4. Свойства человека организованы в единое целое, по своему строению напоминающее пирамиду: на вершине находятся основные психические свойства, в основании — свойства, их раскрывающие, а грани представляют собой различные категории психических свойств. Так и получается, что системном рассмотрении необходимо учитывать совокупность свойств различного порядка.
5. Целостное познание психического явления подразумевает учёт множественности его детерминант. В их число входят причинно-следственные связи, общие и специальные предпосылки психических явлений, опосредствующие звенья, различные внешние и внутренние факторы. Одни и те же детерминанты могут в одних условиях выступать в роли предпосылок, а в других — в роли самостоятельного фактора или опосредующего звена.
6. Психические явления должны изучаться в их динамике и развитии. Целостность и дифференцированность психических явлений возникают, формируются или разрушаются в ходе развития человека как их носителя, жизнь которого сама представляет собой полисистемный процесс. Таким образом, психическое развитие человека и можно представить как постоянное движение, возникновение, формирование и преобразование его основных качеств и свойств.

### Учение о психологических законах
Б. Ф. Ломов видел основную задачу психологической науки в изучении природы психики, её механизмов и законов, действующих в этой среде. Психологические законы связаны с иерархией уровней психического, раскрывая его разнообразные измерения. Каждая группа законов фиксирует существенные и устойчивые связи психического в какой-либо определённой плоскости. Многообразие действующих законов, их различная направленность, по Б. Ф. Ломову, являются источником вариативности психических явлений.

### Концепция уровней исследования человека и его психики
На самом высоком уровне человек рассматривался Б. Ф. Ломовым в системе человеческих отношений и изучался как личность. Предметом исследования в этом случае являются развитие личности и социально-психологические явления. На следующем уровне личность рассматривается с точки зрения её собственных свойств и структуры, в контексте её деятельности и непосредственного поведения. На ещё более низком уровне изучаются процессы и состояния человека, его восприятие, мышление, память. (Этот уровень связывает психологию с физикой и математикой, а следующий — с нейрофизиологией и биологическими науками). Низший уровень находится в области исследований нейродинамики и физиологического обеспечения психических процессов. Данная схема показывает связь психологии с другими науками, а кроме того, даёт основание для систематизации получаемых в психологии данных.

### Общепсихологические проблемы
Некоторые работы Б. Ф. Ломова были посвящены анализу общепсихологических проблем (экспериментальное изучение особенностей пространственных представлений и зрительного восприятия, выявление роли осязания в осуществлении практических действий, применение эксперимента в психофизических исследованиях, рассмотрение особенностей формирования и преобразования чувственных образов, исследование памяти и воображения). Показал роль антиципации в структуре деятельности и разработал концепцию уровней процессов антиципации. Проблема образа рассматривалась им применительно к особенностям конкретных видов деятельности, раскрывались также роль и функции психического образа в регуляции деятельности. Значительное внимание Ломов уделял коммуникативным функциям психики, проблемам общения, психологии управления и психологии личности; исследовал взаимосвязи познания и общения, общения и деятельности. В частности, им был проведён психологический анализ деятельности лётчиков и космонавтов.
Б. Ф. Ломов исследовал категориальный аппарат психологической науки, показал место и роль психологии в системе других наук, внутреннее единство психологического знания. В его работах содержится анализ современного состояния и развития психологии, определяются пути построения её теории, раскрываются взаимосвязи теории, эксперимента и практики в психологии. В последние годы большое внимание уделял вопросам истории психологии в России, пытаясь собрать воедино и сохранить всё ценное, что было создано в русской и советской психологической науке.

### Инженерная психология
Б. Ф. Ломов — создатель научной школы в инженерной психологии. С конца 1950-х годов занимался проблемами применения психологических законов в производственной сфере жизни людей. Одним из первых он начал разработку психологических проблем управления народным хозяйством, предложил ряд методов повышения производительности труда, обосновал необходимость поддержания на предприятии дружественной и уютной атмосферы как условия сохранения здоровья работников. Б. Ф. Ломов изучал вопросы информационного взаимодействия человека и технических устройств, поиска средств отображения информации и оптимальных (с позиции человека) форм и способов управления механизмами и технологическими процессами. Исследовал также ряд теоретических и практических проблем психологической оценки и проектирования современной техники.

### Исследовательские результаты
Теоретические, экспериментальные и прикладные работы Б. Ф. Ломова оказали влияние на появление новых направлений психологических исследований, отвечающих интересам смежных научных дисциплин. Он разработал и прочитал оригинальные курсы лекций по общей и экспериментальной психологии, инженерной психологии и психологии труда.
Под руководством Б. Ф. Ломова были выполнены и защищены около 60 кандидатских и 10 докторских диссертаций.
Автор и соавтор свыше 300 научных публикаций, многие из которых были переведены на иностранные языки.

## Основные работы
- «Формирование производственных навыков у школьников» (1959),
- «Формирование графических знаний и навыков у учащихся» (1959),
- «Осязание в процессах познания и труда» (1959, в соавт. с Б. Г. Ананьевым),
- «Человек и техника: очерки инженерной психологии» (1963, 2-е изд. 1966),
- «Человек в системах управления» (1968),
- «Правовые и социально-психологические аспекты управления» (1972, в соавт. с В. В. Лаптевым, В. М. Шепелем и В. Г. Шориным),
- «Психологическая наука и общественная практика» (1973),
- «О системном подходе в психологии» («Вопросы психологии», 1975, № 2),
- «Основы построения аппаратуры отображения в автоматизированных системах» (1975, в соавт.);
- «Методологические проблемы инженерной психологии» (1977),
- «Экспериментально-психологические исследования в авиации и космонавтике» (1978, в соавт. с Г. Т. Береговым, Н. Д. Заваловой и В. А. Пономаренко),
- «Научные основы формирования графических знаний, умений и навыков школьников» (1979, в соавт. с А. Д. Ботвинниковым),
- «Антиципация в структуре деятельности» (1980, в соавт. с Е. Н. Сурковым),
- «Человек и автоматы» (1984),
- «Методологические и теоретические проблемы психологии» (1984),
- «Образ в системе психической регуляции деятельности» (1986, в соавт.),
- «Вербальное кодирование в познавательных процессах» (1986, в соавт. с А. В. Беляевой и В. Н. Носуленко),
- «Основы инженерной психологии: учебник» (1986, в соавт.);
- «Системность в психологии» (1996; посм.);
- Психическая регуляция деятельности: Избр. труды. М., 2006.

## Награды и звания
Был награждён орденами «Знак Почёта» и Трудового Красного Знамени, а также золотой медалью Словацкой АН (ЧССР) и медалью «Выдающемуся зарубежному учёному» (США, общество «Human factors»).
Почётный член Саксонской АН (ГДР).